# کوکولکان

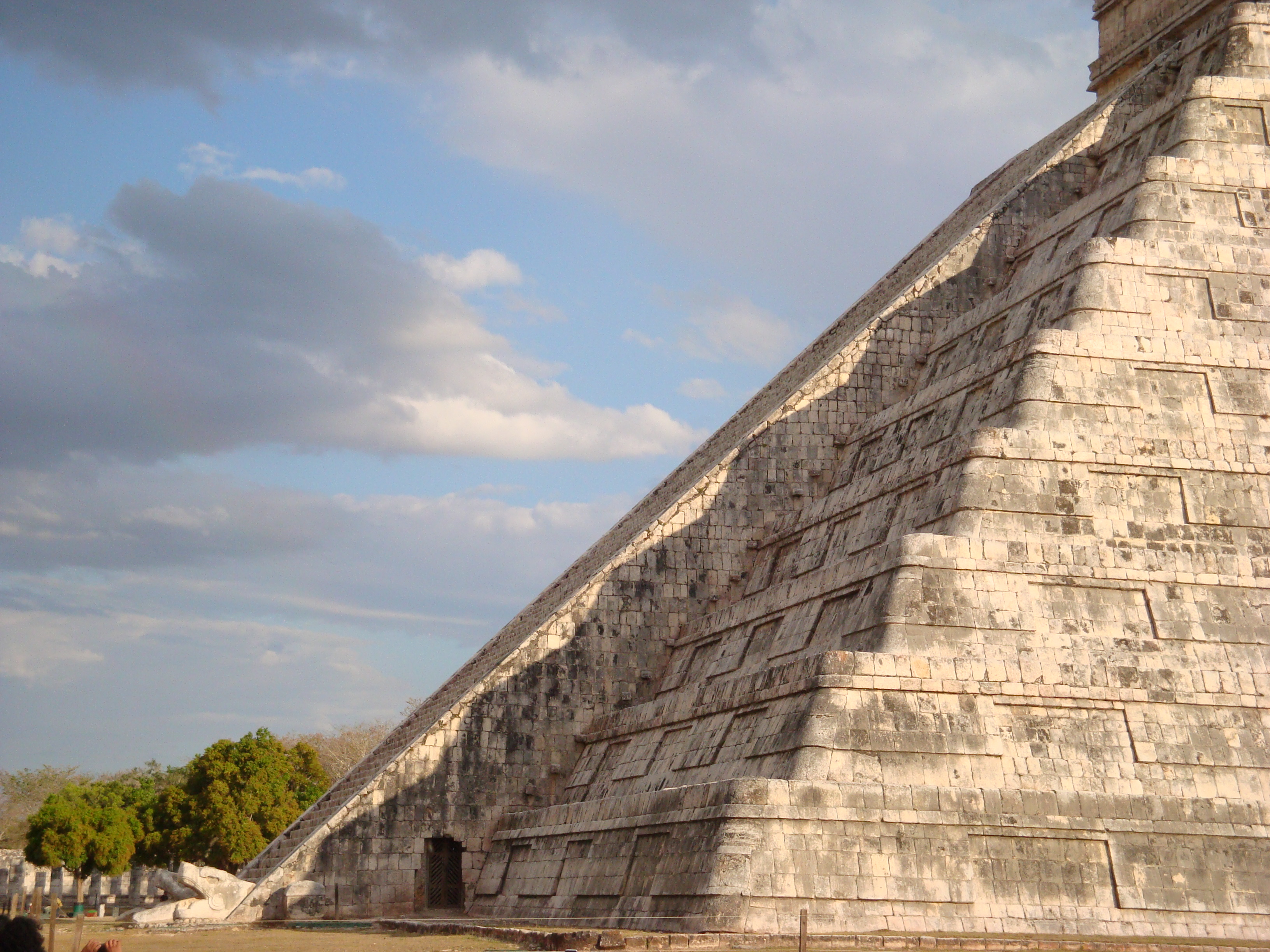
هرم باستانی کوکولکان در چیچن ایتزای مکزیک

کوکولکان یکی از خدایان اساطیری میان سرخپوستان آمریکای مرکزی بوده که در اعتقادات اقوام کیچه، مایا و آزتک جای داشته‌است. معنی کوکولکان مار بالدار می‌باشد.در آثار مکتوب به جای مانده از این اقوام مانند کتاب پوپول ووه اطلاعاتی درباره کوکولکان داده شده‌است.در چیچن ایتزا از شهرهای باشکوه مایاها یک هرم بسیار بزرگ به نام کوکولکان ساخته شده‌بود که امروزه از جاذبه‌های گردشگری مکزیک می‌باشد.
هنگام اعتدال بهاری و پاییزی سایه‌هایی شبیه یک مار بر بالای معبد و پایین آن می افتد